# Der nackte Luther

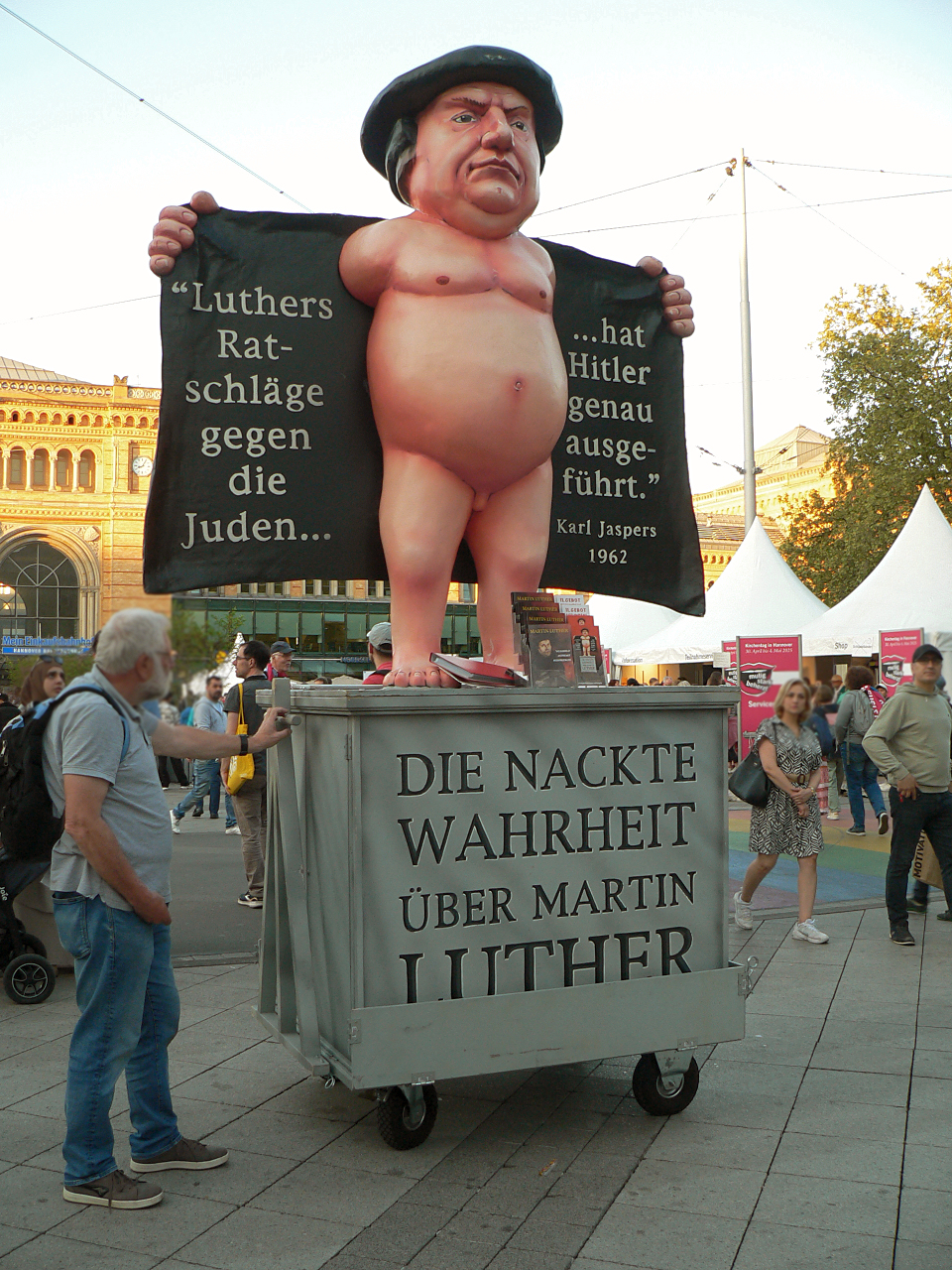
Die Kunstaktion Der nackte Luther während des Evangelischen Kirchentags 2025 in Hannover

Die Kunstaktion Der nackte Luther ist ein Projekt der Giordano-Bruno-Stiftung. Es wurde erstmalig zum 500-jährigen Reformationsjubiläum im Rahmen der Luther-Dekade im Jahr 2017 gezeigt.

## Die Plastik
Im Zentrum der Kunstaktion steht die über vier Meter hohe Plastik einer Figur mit geöffnetem Mantel, die Martin Luther in entblößter Haltung zeigt. Auf der Innenseite des Mantels ist das folgende Zitat des Philosophen Karl Jaspers dargestellt:
„Luthers Ratschläge gegen die Juden hat Hitler genau ausgeführt.“ Karl Jaspers 1962
Auf der Rückseite des Mantels steht:
„Sieben Maßnahmen gegen die Juden:
1. Verbrennen ihrer Synagogen
2. Zerstörung ihrer Häuser
3. Wegnahme ihrer religiösen Bücher
4. Lehrverbot für Rabbiner
5. Aufhebung der Wegefreiheit
6. Zwangsenteignung
7. Zwangsarbeit

Zitiert aus: Von den Juden und ihren Lügen, Martin Luther 1543“

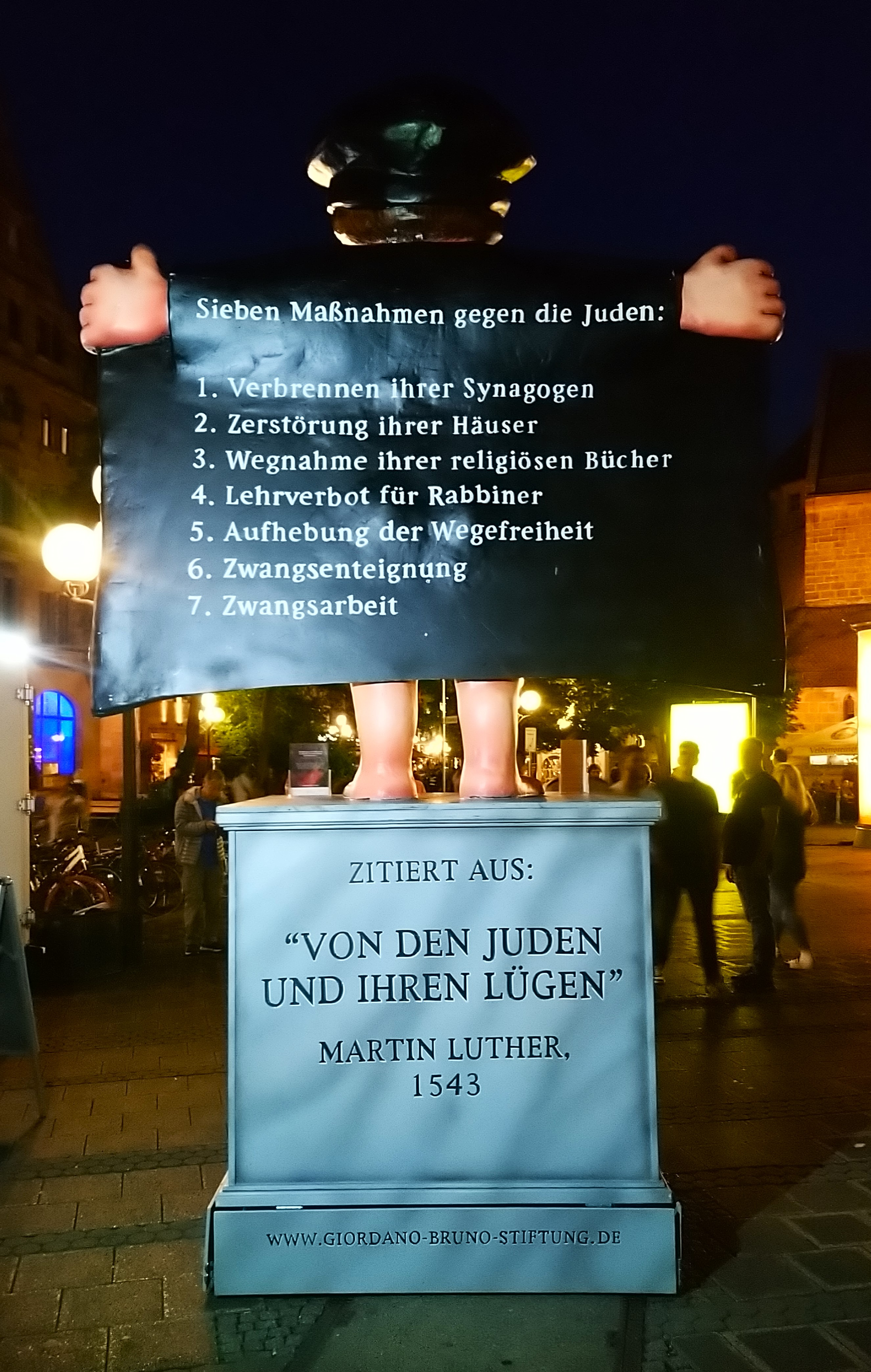
Rückseite von Der nackte Luther auf dem Evangelischen Kirchentags 2023 in Nürnberg

Die Initiatoren erklärten, dass die Kunstaktion zum 500-jährigen Reformationsjubiläum im Rahmen der Luther-Dekade eine aufklärerische Absicht für die Öffentlichkeit haben und dass die Evangelische Kirche in Deutschland sich „vom unkritischen Personenkult um den Reformator“ verabschieden und „den Beitrag des christlichen Judenhasses zum Holocaust“ aufarbeiten solle.

## Rezeption
Die Kunstaktion wurde erstmalig zum Reformationsjubiläum 2017 zu Beginn des 36. Evangelischen Kirchentags im Mai 2017 in Berlin und Wittenberg, im gleichen Jahr auf verschiedenen Kirchentagen auf dem Weg und in der Lutherstadt Wittenberg am 500. Reformationstag am 31. Oktober 2017 gezeigt. In Berlin wurden die Initiatoren wegen Volksverhetzung angezeigt und von der Polizei mit einem berlinweit ausgesprochenen Aufstellverbot belegt. Die Ermittlungen wurden eingestellt, das Aufstellverbot von der Polizei als Fehler bezeichnet und nach einem Tag aufgehoben. In Wittenberg verwehrte die Polizei den Zugang zu einer angemeldeten Demonstration. Das Institut für Weltanschauungsrecht wies auf den Umstand hin, dass der Veranstalter des Reformationsjubiläums laut einer Polizistenaussage („die‚ da oben“) ungeachtet der amtlichen Versammlungsanmeldung vor unliebsamer Kritik geschützt werden sollte. Es seien in dem Moment des behördlichen Handelns nicht korrigierbare Fakten geschaffen worden. Nach einem mehrjährigen Rechtsstreit stellte das Verwaltungsgericht Halle 2021 fest, dass das Handeln der Polizei das Grundrecht der Versammlungsfreiheit eingeschränkt hatte und rechtswidrig gewesen war.
Im Jahr 2018 wurde die Kunstaktion in den vier norddeutschen Bundesländern Bremen, Hamburg, Niedersachsen und Schleswig-Holstein vor den Landesparlamenten und auf öffentlichen Plätzen aufgebaut. Anlass war die Debatte um die Einführung des Reformationstages als gesetzlichen Feiertag zum 31. Oktober 2018.
Im Jahr 2023 wurde die Kunstaktion beim 38. Deutschen Evangelischen Kirchentag in Nürnberg aufgestellt. Die Initiatoren erklärten, Luther reise damit zum „Tatort“. Denn es sei die Stadt der Nürnberger Gesetze und auch die Stadt des NSDAP-Gauleiters und des Herausgebers der antisemitischen NS-Wochenzeitung Der Stürmer, Julius Streicher. Streicher hatte als Angeklagter beim Nürnberger Prozess gegen die NS-Hauptkriegsverbrecher ausgesagt, dass Martin Luther neben ihm auf der Anklagebank sitzen müsste, da die antisemitische Propaganda des Stürmers wesentlich auf Luthers Schrift Von den Juden und ihren Lügen zurückgehe.
Auftritte der Kunstaktion wurden zu verschiedenen anderen Anlässen medial rezipiert, u. a. in Heidelberg und in Zürich.